# Scatterométrie
La scatterométrie est une technique optique basée sur l'analyse de la lumière diffusée par une structure périodique (diffraction) ou non périodique. Le mot scatterométrie est d'ailleurs un néologisme issu de l'anglais scattering signifiant diffusion.
La scatterométrie est dite :
- ellipsométrique si l'analyse se rapporte au changement de polarisation de la lumière induit par la diffraction (cf. ellipsométrie);
- réflectométrique si l'analyse se rapporte à l'atténuation du signal lumineux incident (cf. réflectométrie).

## Utilisation de la scatterométrie

### Caractérisation de structures nanométriques
Ce besoin est notamment très fort dans le domaine de la microélectronique.
La scattérométrie est une technique de mesure de dimensions nanométriques non invasive et non destructive ; elle autorise donc un contrôle de procédé en ligne lors de la fabrication de semi-conducteurs.

### Météorologie
Il s'agit dans ce cas d'ondes radar émises depuis un satellite à destination de la surface des océans. La forme des vagues permet de mesurer la vitesse du vent à l'interface mer-air.